# 破れたハートを売り物に
『破れたハートを売り物に』（やぶれたハートをうりものに）は1981年にリリースされた、甲斐バンドの8作目のオリジナル・アルバム。

## 概要
本作は発売当時の音楽雑誌によると、タイトル曲だけで120時間、アルバム全体では24曲の録音に1100時間をかけ、その中から9曲が厳選されており、なかなか思い通りのサウンドに到達できず苦労した作品だという。そして次作『虜-TORIKO-』では、ミックスをニューヨークで行い、最初に本作のタイトル曲をリミックスした際、甲斐よしひろは泣いて喜んだという逸話がある。
2007年に紙ジャケット・デジタルリマスター盤にて復刻された。その際、2曲のボーナス・トラックが収録された。

## 収録曲
- 全作詞・作曲：甲斐よしひろ、編曲：甲斐バンド・椎名和夫（特記以外）

### オリジナル
Side-A
1. 破れたハートを売り物に
編曲：椎名和夫
2. ランデヴー
3. ダイナマイトが150屯
作詞：関沢新一、作曲：船村徹
  - 小林旭のカバー曲。若干歌詞が異なる[1] 。
4. どっちみち俺のもの
5. ジャンキーズ・ロックン・ロール

Side-B
1. 陽の訪れのように
2. 奴（ギャンブラー）
  - 鹿取洋子に提供（作曲：甲斐よしひろ）した「奴」をセルフカバー。
3. 観覧車
編曲：甲斐バンド
  - 翌年発表の『虜-TORIKO-』に収録されている「観覧車'82」のオリジナル・バージョン。
4. 冷たい愛情

### 2007年リマスター紙ジャケ盤
1. 破れたハートを売り物に
2. ランデヴー
3. ダイナマイトが150屯
4. どっちみち俺のもの
5. ジャンキーズ・ロックン・ロール
6. 陽の訪れのように
7. 奴（ギャンブラー）
8. 観覧車
9. 冷たい愛情

Bonus Track
1. 暁の終列車
2. 破れたハートを売り物に （プライベートルーム・ヴァージョン）
編曲：椎名和夫

## 関連作品
- 2015年2月28日、甲斐バンドの楽曲をモチーフにした5編で構成されたオムニバス映画『破れたハートを売り物に』が、映画とライブ中継を合わせた形で劇場公開された[2][3]。

- なお、甲斐よしひろは本名の「甲斐祥弘」名義で、「父と息子」（タクシー運転手 役）と「ヤキマ・カナットによろしく」（バーの客 役）の2編に出演している。

- - 短編映画集『破れたハートを売り物に』
    - オヤジファイト（監督：三島有紀子、楽曲：らせん階段）
    - 父と息子（監督：榊英雄、楽曲：安奈）
    - この柔らかい世界（監督：長澤雅彦、楽曲：そばかすの天使）
    - 熱海少年探偵団（監督：橋本一、楽曲：漂泊者（アウトロー））
    - ヤキマ・カナットによろしく（監督：青山真治、楽曲：HERO（ヒーローになる時、それは今））